# Gran misa en do menor (Mozart)
La Gran Misa n.º 17 en do menor (en alemán: Große Messe in c-Moll), K. 427/417a, es una obra musical de Wolfgang Amadeus Mozart, compuesta entre 1782 y 1783, y estrenada en Salzburgo el 26 de octubre de 1783.

## Historia
El estreno tuvo lugar en el monasterio benedictino de San Pedro, y no en la Catedral de Salzburgo, debido a la mala relación que tenía Mozart con el Príncipe-Arzobispo de Salzburgo Hieronymus Conde de Colloredo, para quien había trabajado, y con el que había roto en 1781, harto de la actitud despótica con la que lo trataba. Sin embargo, Mozart no había conseguido que el Arzobispo le firmase la carta de dimisión, lo que le convertía en vasallo huido, condición peligrosa en la Europa del Antiguo Régimen (en algunas de las cartas de Mozart a su padre, el compositor manifiesta su temor de ser arrestado por el Arzobispo de París). En este contexto era impensable hacer interpretar su obra en la catedral, puesto que no le dejarían o bien se trataría de una provocación. No obstante, el monasterio benedictino de San Pedro era una institución que no se hallaba bajo la jurisdicción del Príncipe, y el padre de Mozart, Leopold Mozart, mantenía con ella excelentes relaciones. Por tanto, se trataba del lugar idóneo para llevar a cabo el estreno.
Mozart la compuso por iniciativa propia. Fue la primera misa que compuso sin tratarse de un encargo, y lo hizo como voto por su reciente matrimonio con Constanze Weber (que además cantó como soprano solista en el estreno). Cabe destacar la influencia de los antiguos maestros alemanes como Johann Sebastian Bach y Georg Friedrich Händel. 
Está considerada como una de las obras más importantes de la música sacra occidental, junto con su Réquiem, que compuso siete años más tarde.
La Gran Misa en do menor está inacabada. Falta la instrumentación de algunos pasajes, concretamente del Credo in unum Deum y del Et incarnatus est. Por otra parte, el Hossana que define al Sanctus aparece en la partitura como fuga a cuatro voces y orquesta, pero la escritura instrumental revela que falta un segundo coro a cuatro voces. Además, el Credo está incompleto (tan solo está compuesto hasta los versos «et incarnatus est de Spiritu Sancto/ex Maria Virgine: et homo factus est».). Asimismo, falta por completo el Agnus Dei. 
Hoy se tiende a creer que Mozart llegó a Salzburgo con la obra en este estado, y que para poder estrenarla llenó los huecos con fragmentos de algunas de sus misas anteriores. Puede ser que Mozart recurriera a algún Agnus Dei compuesto por él con anterioridad, pero tampoco puede descartarse la hipótesis de que Mozart terminara realmente esta misa durante su estancia en Salzburgo antes del día del estreno, y que luego, esta nueva partitura con las partes que faltaban se perdiera.

## Particularidades interpretativas
En cuanto a la interpretación, en la actualidad el Maestro que la dirija puede completar la instrumentación que falta, tarea que un buen conocedor del lenguaje de Mozart puede realizar. En cuanto al Agnus Dei, el director puede adoptar una solución respaldada por la tradición clásica: adaptar la música del Kyrie eleison con las palabras del Agnus Dei, cerrando así la misa con la recapitulación de la primera pieza (como también se hizo para completar el Réquiem de Mozart); o bien simplemente no interpretar el Agnus Dei (como lo hace el maestro Leonard Bernstein).

### Estructura
- Kyrie (andante moderato)
- Gloria
  - Gloria in excelsis Deo (allegro vivace)
  - Laudamus te (allegro aperto)
  - Gratias agimus tibi (adagio)
  - Domine Deus (allegro moderato)
  - Qui tollis peccata mundi (largo)
  - Quoniam Tu solus Sanctus (allegro)
  - Jesu Christe
  - Cum Sancto Spiritu
- Credo
  - Credo in unum Deum (allegro maestoso)
  - Et incarnatus est (andante)
- Sanctus
  - Sanctus (largo)
  - Osanna
- Benedictus (allegro commodo)

## Características de la obra

### Referencia
- K. 427 (K6 417a).

### Duración
- Alrededor de 65 minutos.

### Instrumentación[4]
- 1 flauta.
- 2 oboes.
- 2 fagotes.
- 2 trompetas.
- 3 trombones.
- timbales
- cuerdas (primeros y segundos violines; viola; violonchelo; contrabajo).
- órgano.

### Lugar y fecha del estreno
- Salzburgo, Iglesia de San Pedro, 26 de octubre de 1783.[5]

## Discografía recomendada
- Orquesta Filarmónica de Berlín:

Herbert von Karajan, director de orquesta,
Coros del Singverein de Viena, Helmuth Froschauer, director de coro.
David Bell, órgano.
Barbara Hendricks, soprano
Janet Perry, soprano
Peter Schreier, tenor.
Benjamin Luxon, bajo
Grabación en Deutsche Grammophon (1982).
- Le concert d'Astrée:

Dirección: Louis Langrée, con Natalie Dessay, Véronique Gens, Topi Lehtipuu, Luca Pisaroni.
Grabación EMI-Virgin Classics (2006).